# 創世駒
創世駒（日語：クロノジェネシス），是日本純種競賽馬匹，是2019年雌馬世代三強之一，生涯活躍於中長途賽事，曾於2019年勝出秋華賞，亦於2020年勝出寶塚紀念及有馬紀念，更於2021年連霸寶塚紀念，成為日本賽馬史上第三匹達成大獎賽三連霸的賽駒。

## 出賽前
2016年3月6日出生於北海道安平町北部牧場，成長途中於一口馬主俱樂部Sunday Racing Co. Ltd.進行馬主募集。
其後交由栗東訓練中心練馬師齊藤崇史訓練。

## 競賽生涯

### 2歲
2018年9月2日出戰小倉競馬場2歲新馬戰，比賽途中以凌厲的攻勢由有利位置衝出，最終以2馬位優勢取得首勝。
其後公開賽常春藤錦標，處於較慢步速的局面下其於先頭位置推進，進入直路後發揮優秀的爆發力轟出後600米32.5秒末腳，輕鬆取得領先並奪得連勝。
12月9日出戰阪神兩歲牝馬錦標，然而於漏閘之下需要於後方位置追走，縱然於直路跑出全場最快末腳亦未能扭轉劣勢，最終未能超越前方的野田幻想之下以第二完賽。

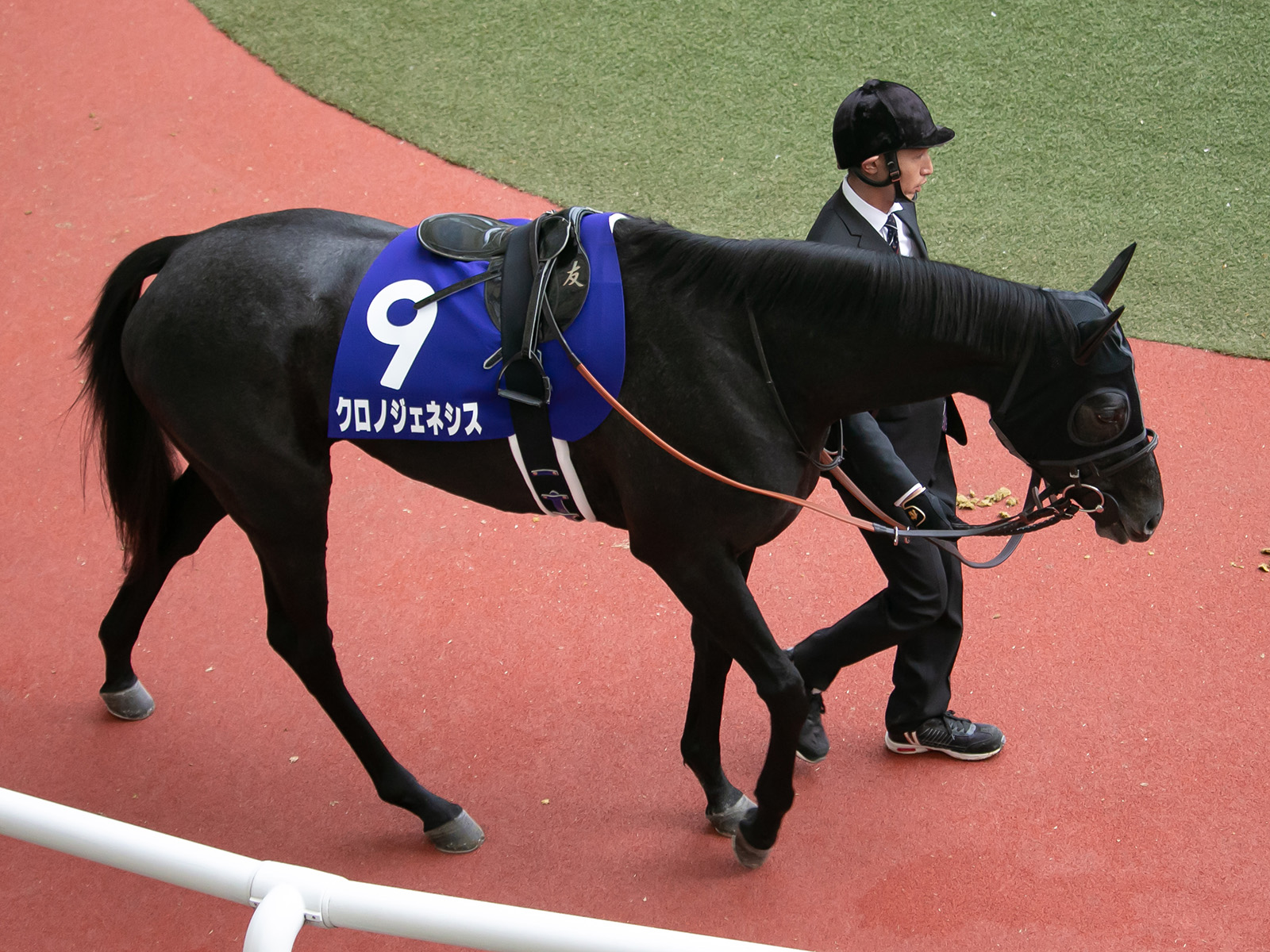
阪神牝馬錦標沙圈

### 3歲
2019年以皇后盃作爲年度首戰，比賽開始後於第六左右的位置推進，進入直路後隨即加速衝出並輕鬆壓制內欄的沙灘森巴，最終以頸位優勢取得首個分級賽冠軍。
4月7日出戰櫻花賞，賽前落後野田幻想及放聲歡呼取得第三人氣。比賽開始後，其於較緩慢的步速之中處於中團位置，進入直路後以抽出外檔的形式加速，雖然於其中跑出全場第二快末腳，但仍然未能追上前方的放聲歡呼及粉紅巨鑽下跑獲第三。
其後出戰優駿牝馬（日本橡樹大賽），由於櫻花賞馬放聲歡呼轉戰NHK一哩賽，強敵缺席之下其僅次於目前三戰無敗的唯獨愛你取得第二人氣。比賽開始後，其於先頭位置展開推進，進入最後直路雖然一直維持速度，但於最後150米仍然被後上的唯獨愛你超越，其後僅被第十二人氣伏兵機伶金花壓制，最終以第三完賽。
入秋後其於未出戰任何前哨戰的情況下直走秋華賞，賽前獲得第四人氣。比賽開始後，沙灘森巴極值搶佔位置展開領放並做出前1000米58.3秒的快步速，而創世駒選擇於約莫第六的位置推進。進入直路後，其於所在位置以強大的衝刺力殺出，不斷加速下超越前方賽駒並保持優勢，最終拉開第二的機伶金花1 1/2馬位取得首個一級賽冠軍，爲騎師北村友一帶來第二個中央一級賽優勝之餘，亦爲練馬師齋藤崇史帶來首個中央一級賽頭銜。

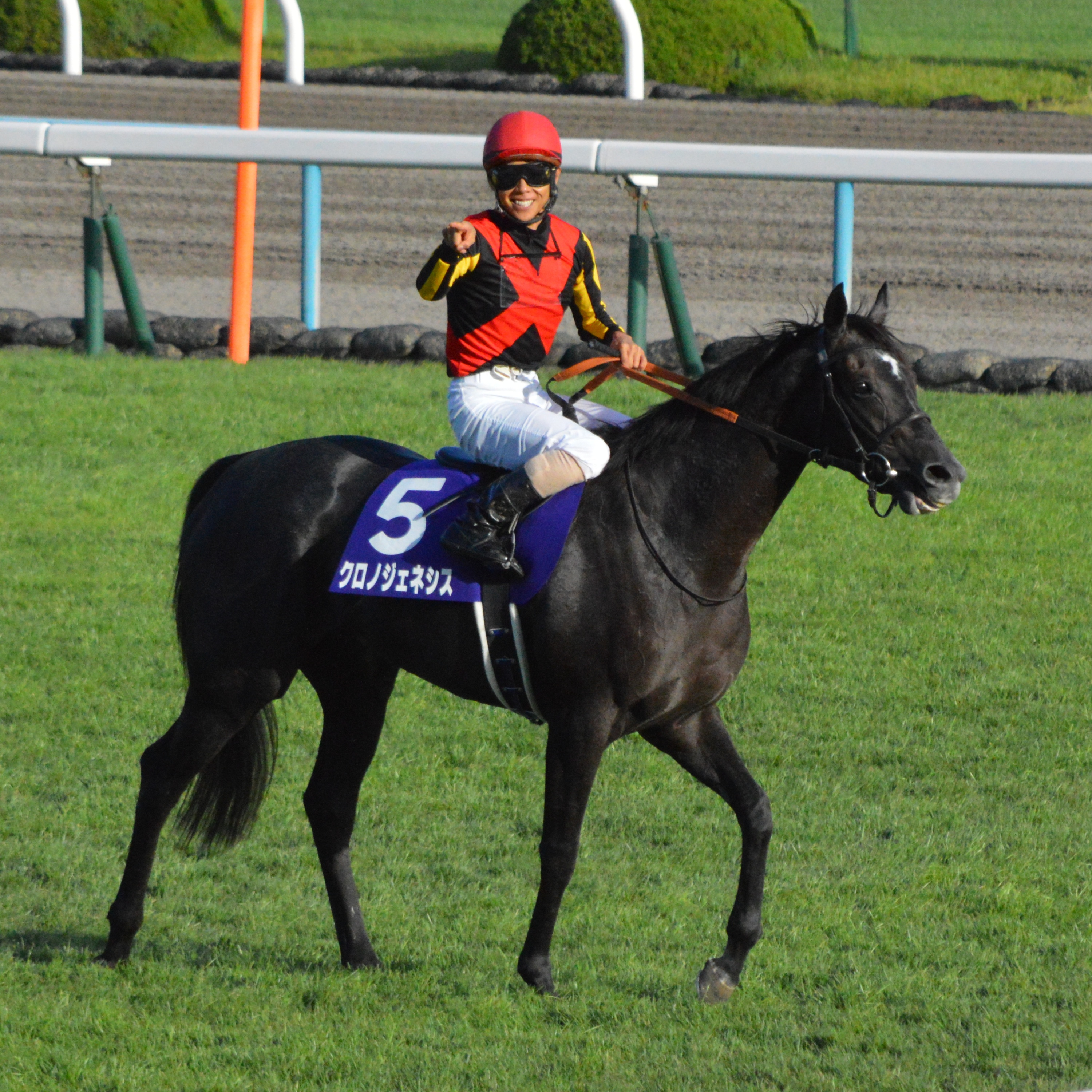
秋華賞賽後致謝

其後以一級賽連霸爲目標出戰女皇伊利沙伯二世盃，然而於直路上其僅能維持均速而未能提速，最終以第五落敗。

### 4歲
2020年成爲古馬後首場賽事爲京都紀念，比賽途中保持於先頭有利位置，選擇無視前方帆船競賽的快放以自身速度推進。進入直路後，其逐步發力加速下於直路中段取得領先，最終成功突放之下拉開機伶金花2 1/2馬位再度取得冠軍。
其後出戰大阪盃，於混戰的局面中取得第四人氣。比賽開始後，其於先頭位置跟隨領放的野田賢君推進，於比賽途中一直維持此穩定的節奏。進入直路後，其雖然成功加速超越前方的野田賢君，可惜於內欄旺紫丁勢頭更凌厲之下被對手超越，最終以頸位差距憾負。
6月28日以馬迷投票第六名出戰寶塚紀念，雖然本次比賽包括其自身有八匹一級賽優勝馬參戰，但其仍然獲得僅次於農神節慶的第二人氣。比賽開始後，順利出閘的創世駒於中團位置穩步推進，並於第四彎道前一直保持緩慢的節奏。通過第三彎道後，騎師北村決定提早指揮其加速，於第四彎道時候經已衝出取得領先。進入直路後，後方賽駒均因軟地無法大程度加速，然而創世駒並未受到場地限制，於直路不斷狂奔之下逐步拉開和後方馬匹的距離，最終以6馬位的驚人優勢再度取得一級賽優勝。
夏季放草後於秋季出戰凱秋季天皇賞，比賽途中採取後上戰術下雖然於直路跑出全場最佳末腳，但最終仍然敗於一早領先的杏目及一同衝出的氣自豪，最終僅獲得第三。
12月27日出戰有馬紀念，因中長途賽事的實績以2.5陪獨贏賠率取得第一人氣。比賽開始後，其於中團靠後位置追走，但於進入對面直路經已展開場長距離加速，並於最後彎道時候經已處於第二的位置。進入直路後，其隨即以優秀的反應保持衝刺，壓制一直處於先頭的巴氏金屬及氣自豪下確保領先的優秀，及後亦成功抵擋後方第十一人氣伏兵大海之女的來襲，最終以頸位壓贏對手下成功奪得並制霸春秋大獎賽。順帶一提，於其贏得有馬紀念前兩週前，其半姐樸素無華遠征香港出戰香港盃取得大捷，因而其和樸素無華成爲計2011年勝出日本盃的迷人景致及勝出阪神兩歲牝馬錦標的Joie de Vivre後第二對於同年奪得一級賽的姊妹，亦爲第一對於同年分別勝出國內及海外一級賽的姊妹。

### 5歲
2021年年初陣營安排其遠征阿聯酋，此行以杜拜司馬經典賽爲目標。比賽開始後，其於中團位置推進下於進入直路後成功超越先頭的唯獨愛你一度取得領先，可惜於其後被後上的萬勝飛超越，最終以頸位差距以第二落敗。
回國後出戰寶塚紀念劍指連霸，然而由於主戰騎師北村於稍早前策騎Juggling出戰3歲未勝利戰時落馬重傷，因而由李慕華代打策騎，並且成為新一任主戰騎師。比賽開始後，其順利出閘之下進佔先頭有利位置，並於比賽途中保持平穩的速度行走。進入直路後，其以凌厲的勢頭加速下不斷迫近前方領放的皇室徽號，於最後200米超越對手取得領先下繼續保持衝刺以防止對手反超，最終成功以2 1/2馬位優勢完勝，成爲繼黃金船後第二匹連霸此賽事的賽駒，亦爲速度象徵及草上飛後第三匹達成大獎賽三連霸的賽駒。

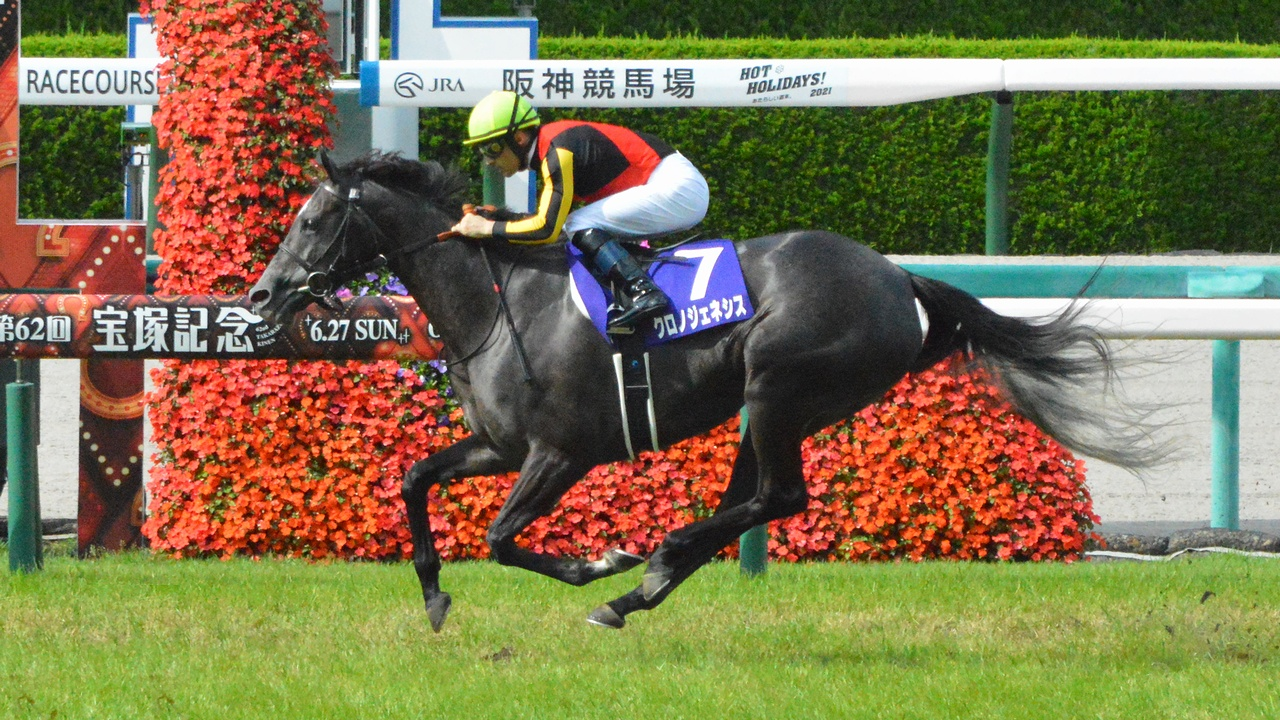
出戰寶塚紀念的創世駒

贏得寶塚紀念後其按照計劃遠征法國出戰凱旋門大賽，由於主戰騎師李慕華選擇留日本策騎拉丁城市，因而改由莫艾誠代打策騎，雖然於比賽途中於外檔先頭位置保持良好表現，但於進入直路後力盡失速，最終以第七落敗。
回國後其出戰有馬紀念以挑戰史無前例的大獎賽四連霸，亦以此爲退役戰。比賽開始後，其採取居中戰術下於直路不斷追趕，可惜仍然無法對前方的樂透心及緣厚情摯造成有效的威脅，最終以第三完賽。
賽後按照計劃退役，並於同日所有比賽結束後在中山競馬場舉行退役儀式。

### 詳細賽績
| 日期       | 舉辦國家 | 馬場     | 距離   | 級別 | 賽事名稱           | 負重 | 騎師     | 馬號 | 出馬 | 名次 | 時間     | 頭馬（二馬）        |
| ---------- | -------- | -------- | ------ | ---- | ------------------ | ---- | -------- | ---- | ---- | ---- | -------- | ------------------- |
| 2/9/2018   | 日本     | 小倉     | 草1800 |      | 2歲新馬            | 54   | 北村友一 | 2    | 16   | 1    | 1:50.0   | （Maruka Nobel）    |
| 20/10/2019 | 日本     | 東京     | 草1800 | OP   | 常春藤錦標         | 54   | 北村友一 | 1    | 10   | 1    | 1:48.6   | （Cosmo Calendula） |
| 9/12/2018  | 日本     | 阪神     | 草1600 | GI   | 阪神兩歲牝馬錦標   | 54   | 北村友一 | 9    | 18   | 2    | 1:34.2   | 野田幻想            |
| 11/2/2019  | 日本     | 東京     | 草1600 | GIII | 皇后盃             | 55   | 北村友一 | 9    | 9    | 1    | 1:34.2   | （沙灘森巴）        |
| 7/4/2019   | 日本     | 阪神     | 草1600 | GI   | 櫻花賞             | 55   | 北村友一 | 4    | 18   | 3    | 1:33.1   | 放聲歡呼            |
| 19/5/2019  | 日本     | 東京     | 草2400 | GI   | 優駿牝馬           | 55   | 北村友一 | 2    | 18   | 3    | 2:23.2   | 唯獨愛你            |
| 13/10/2019 | 日本     | 京都     | 草2000 | GI   | 秋華賞             | 55   | 北村友一 | 5    | 18   | 1    | 1:59.9   | （機伶金花）        |
| 10/11/2019 | 日本     | 京都     | 草2200 | GI   | 女皇伊利沙伯二世盃 | 54   | 北村友一 | 8    | 18   | 5    | 2:14.4   | 旺紫丁              |
| 16/2/2020  | 日本     | 京都     | 草2200 | GII  | 京都紀念           | 54   | 北村友一 | 7    | 9    | 1    | 2:16.4   | （機伶金花）        |
| 5/4/2020   | 日本     | 阪神     | 草2000 | GI   | 大阪盃             | 55   | 北村友一 | 12   | 12   | 2    | 1:58.4   | 旺紫丁              |
| 28/6/2020  | 日本     | 阪神     | 草2200 | GI   | 寶塚紀念           | 56   | 北村友一 | 16   | 18   | 1    | 2:13.5   | （神業）            |
| 1/11/2020  | 日本     | 東京     | 草2000 | GI   | 秋季天皇賞         | 56   | 北村友一 | 7    | 12   | 3    | 1:57.9   | 杏目                |
| 27/12/2020 | 日本     | 中山     | 草2500 | GI   | 有馬紀念           | 55   | 北村友一 | 9    | 16   | 1    | 2:35.0   | （大海之女）        |
| 27/3/2021  | 阿聯酋   | 美丹     | 草2410 | GI   | 杜拜司馬經典賽     | 55   | 北村友一 | 9    | 10   | 2    | 紀錄缺失 | 萬勝飛              |
| 27/6/2021  | 日本     | 阪神     | 草2200 | GI   | 寶塚紀念           | 56   | 李慕華   | 7    | 13   | 1    | 2:10.9   | （皇室徽號）        |
| 3/10/2021  | 法國     | 巴黎隆尚 | 草2400 | GI   | 凱旋門大賽         | 58   | 莫艾誠   | 7    | 14   | 7    | 2:38.54  | 驚世詩才            |
| 26/12/2021 | 日本     | 中山     | 草2500 | GI   | 有馬紀念           | 55   | 李慕華   | 7    | 16   | 3    | 2:32.2   | 樂透心              |

## 退役後
退役後，創世駒成爲了繁殖雌馬，於北海道安平町北部牧場休養，在2022年進行配種。首匹子嗣Bereshit於2023年出生，可於2025年出賽。

### 詳細繁殖資料
| 數目   | 馬名       | 出生年 | 性別 | 父系     | 練馬師         | 馬主                 | 戰績                 |
| ------ | ---------- | ------ | ---- | -------- | -------------- | -------------------- | -------------------- |
| 第一匹 | Bereshit   | 2023   | 雄   | 神威啟示 | 栗東・齊藤崇史 | Sunday Racing Co Ltd | 1戰1冠0亞0季（現役） |
| 第二匹 | 創世駒2024 | 2024   | 雌   | 農神節慶 |                |                      | （出賽前）           |
| 第三匹 | 創世駒2025 | 2025   | 雌   | 春秋分   |                |                      | （出賽前）           |

## 血統簡介
父系緬甸皇城爲法國賽駒，生涯戰績彪炳，曾勝出準則國際大賽、莊柏德大賽、根利錦標、巴黎大賽及凱旋門大賽五項一級賽冠軍，退役後被引入日本配種。祖父那時還爲美國生產的英國賽駒，生涯戰績亦非常优异，曾勝出二千堅尼錦標、葉森打吡大賽、日蝕大賽及英皇佐治六世及皇后伊利沙伯鑽石錦標四項一級賽冠軍。
母系Chronologist爲日本賽駒，生涯僅出戰兩場賽事並勝出其中一場。外祖父大洋船爲美國生產的日本賽駒，於草地泥地賽事均有表現，曾勝出NHK一哩賽及日本盃泥地大賽。

### 血統表
| 父線：害羞新郎系（Red God系）        |                                |                   |                 |
| 種馬 緬甸皇城 2001年（深棗色）       | 那時還 1986年（栗色）          | 害羞新郎          | Red God         |
| 種馬 緬甸皇城 2001年（深棗色）       | 那時還 1986年（栗色）          | 害羞新郎          | Runaway Bride   |
| 種馬 緬甸皇城 2001年（深棗色）       | 那時還 1986年（栗色）          | Height of Fashion | Bustino         |
| 種馬 緬甸皇城 2001年（深棗色）       | 那時還 1986年（栗色）          | Height of Fashion | Highclere       |
| 種馬 緬甸皇城 2001年（深棗色）       | Moonlight's Box 1996年（棗色） | 雷利耶夫          | 北地舞人        |
| 種馬 緬甸皇城 2001年（深棗色）       | Moonlight's Box 1996年（棗色） | 雷利耶夫          | Special         |
| 種馬 緬甸皇城 2001年（深棗色）       | Moonlight's Box 1996年（棗色） | Coup de Genie     | 淘金者          |
| 種馬 緬甸皇城 2001年（深棗色）       | Moonlight's Box 1996年（棗色） | Coup de Genie     | Coup de Folie   |
| 繁殖雌馬 Chronologist 2003年（灰色） | 大洋船 1998年（灰色）          | French Deputy     | Deputy Minister |
| 繁殖雌馬 Chronologist 2003年（灰色） | 大洋船 1998年（灰色）          | French Deputy     | Mitterand       |
| 繁殖雌馬 Chronologist 2003年（灰色） | 大洋船 1998年（灰色）          | Blue Avenue       | Classic Go Go   |
| 繁殖雌馬 Chronologist 2003年（灰色） | 大洋船 1998年（灰色）          | Blue Avenue       | Eliza Blue      |
| 繁殖雌馬 Chronologist 2003年（灰色） | In this Unison 1997年（棕色）  | 週日寧靜          | Halo            |
| 繁殖雌馬 Chronologist 2003年（灰色） | In this Unison 1997年（棕色）  | 週日寧靜          | Wishing Well    |
| 繁殖雌馬 Chronologist 2003年（灰色） | In this Unison 1997年（棕色）  | Rustic Belle      | 淘金者          |
| 繁殖雌馬 Chronologist 2003年（灰色） | In this Unison 1997年（棕色）  | Rustic Belle      | Ragtime Girl    |
| 雌系：號族：20-a                     |                                |                   |                 |
| 五代內近親交配：淘金者 4×4、Halo 5×4 |                                |                   |                 |

## 命名由來
名字中，Chrono（クロノ）是英語中的前綴，主要表示和時間有關的詞彙，繼承自母系Chronologist的名字，Genesis（ジェネシス）即是《希伯來聖經》中的第一卷《創世記》，香港則只取後半部分，翻譯為「創世駒」。

## 外部連結
- 創世駒 netkeiba.com （页面存档备份，存于）
- 血統表 （页面存档备份，存于）